# Disevița, Plevna
Disevița (în bulgară Дисевица) este un sat în comuna Plevna, regiunea Plevna,  Bulgaria. 

## Demografie
Componența etnică a satului Disevița
     Romi (54%)
     Bulgari (40,16%)
     Nicio identificare (5,83%)
     Altele (0%)
La recensământul din 2011, populația satului Disevița era de 874 locuitori. Din punct de vedere etnic, majoritatea locuitorilor (54,0%) erau romi, cu o minoritate de bulgari (40,16%). Pentru 5,83% din locuitori nu este cunoscută apartenența etnică.